# ATP Challenger Manaus
Der ATP Challenger Manaus (offiziell: Manaus Challenger) war ein Tennisturnier, das 1990 einmal in Manaus, Brasilien, stattfand. Es gehörte zur ATP Challenger Tour und wurde im Freien auf Hartplatz gespielt.

## Liste der Sieger

### Einzel
| Jahr | Sieger               | Finalgegner  | Ergebnis |
| ---- | -------------------- | ------------ | -------- |
| 1990 | Luis-Enrique Herrera | Jaime Oncins | 6:2, 7:5 |

### Doppel
| Jahr | Sieger                     | Finalgegner                  | Ergebnis |
| ---- | -------------------------- | ---------------------------- | -------- |
| 1990 | Shelby Cannon Alfonso Mora | Ricardo Acioly Mauro Menezes | 7:6, 6:4 |